# 健さん
『健さん』（けんさん）は、2016年8月20日公開の日本のドキュメンタリー映画。
第40回モントリオール世界映画祭にて、ワールド・ドキュメンタリー部門の最優秀作品賞を受賞した。

## 概要
中国映画『単騎、千里を走る。』で高倉健と共演した俳優チュー・リンは、高倉の死後、大阪にやってきて、新世界の映画館で高倉の映画を観る。チュー・リンは、高倉についての様々な声を集めるため、旅をすることにする。
という設定が示されるが、以降はふつうのインタビュー・ドキュメンタリー映画となる。チュー・リンは、高倉が出演した映画の札が壁一面につるされた東映の撮影所に行き、北九州市にある高倉が通った高校を訪れ、最後に高倉の妹と会う。

## スタッフ
- 監督：日比遊一
- エグゼクティブプロデューサー：李鳳宇
- プロデューサー：増田悟司
- 撮影：戸田義久
- 編集：大形美佑葵
- 録音：沼田和夫
- 音楽：岩代太郎
- 語り：中井貴一
- メインタイトル：中野北溟

## 出演
- 高倉健
- マイケル・ダグラス
- マーティン・スコセッシ
- ポール・シュレイダー
- ヤン・デ・ボン
- ユ・オソン
- チュー・リン
- ジョン・ウー
- 梅宮辰夫
- 八名信夫
- 中野良子
- 山下義明 （東映の俳優、演技事務担当）
- 立木義浩
- 川本三郎
- 老川祥一
- 今津勝幸 （写真家）
- 佐々木隆之 （大阪・新世界東映・劇場支配人）
- 関根忠郎（東映宣伝部のコピーライター）
- 森敏子（高倉健、実妹）
- 西村泰治（元俳優、付き人）
- 阿部丈之（高倉健プライベートマネジメントU.S.A）
- 阿部真子（高倉健プライベートマネジメントU.S.A）
- 石山希哲（居酒屋「蛍」オーナー）
- 石山英代（居酒屋「蛍」オーナー）
- 降旗康男
- 沢島忠
- 山田洋次
- 遠藤努（元・東映専属スチールマン）
- 江利チエミ ※資料映像